# Falukorv

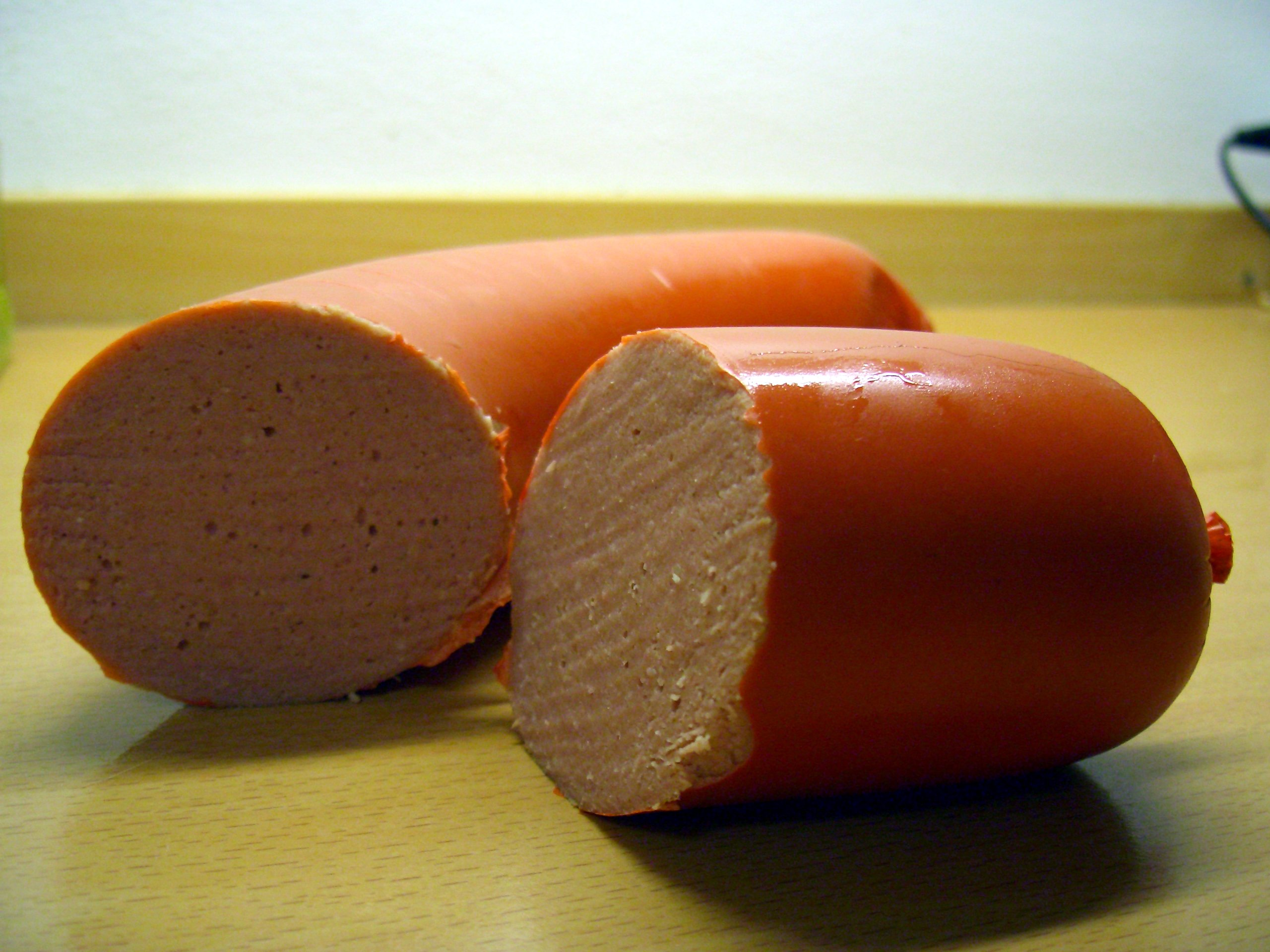
Falukorv

Falukorv – kiełbasa szwedzka, produkt mięsny. Od 1973 nazwa jest prawnie chroniona. Falukorv powinna zawierać co najmniej 40 procent mięsa wołowego i wieprzowego. W praktyce, najczęściej zawiera go więcej.
Kiełbasa pochodzi z Falun, miasta, w którym wydobywano rudę miedzi. Do wyrobu lin dla potrzeb kopalni używano skręcanych ogonów wołowych. Zwierzęta na ten cel pochodziły z regionu Smalandii i zarzynane były po przybyciu do Falun. Mięso następnie solono i wędzono. W XVI i XVII wieku Niemcy, którzy mieli wpływ na kopalnie rudy, nauczyli Szwedów produkować kiełbasę z wędzonej wołowiny.
W XIX w. produkcję kiełbasy przejął Anders Olsson. Firma Melkers Chark AB produkuje kiełbasę falukorv do dziś.
W 2001 roku kiełbasa uzyskała ochronę nazwy w ramach Unii Europejskiej.

## Falukorv w kulturze
Nazwa kiełbasy występuje w powieści Dzieci z Bullerbyn autorstwa Astrid Lindgren. W polskim tłumaczeniu jest to "kawałek kiełbasy dobrze obsuszonej".